# Milices confédérales
Les milices confédérales regroupent, durant la guerre d'Espagne, les milices anarcho-syndicalistes et anarchistes de la Confédération nationale du travail et de la Fédération anarchiste ibérique.
Après le coup d'État militaire des 17 et 18 juillet 1936 contre le gouvernement républicain, elles jouent un rôle déterminant dans la défense de la République durant les premiers mois de la guerre civile. Elles prennent également une part active à la révolution sociale.
Dans ces milices, les volontaires refusent l'uniforme, le salut militaire et autres marques de respect à la hiérarchie. Les officiers, élus, pouvaient se succéder rapidement à la tête d'un groupe et les hommes s'estiment en droit de discuter les ordres et de ne les appliquer que s'ils sont d'accord.
Elles sont progressivement intégrées, à partir d'octobre 1936, dans la nouvelle Armée populaire de la République espagnole, à l'intérieur des brigades mixtes, même si nombre de miliciens refusent cette « militarisation ».

## Organisation des colonnes (juillet-octobre 1936)

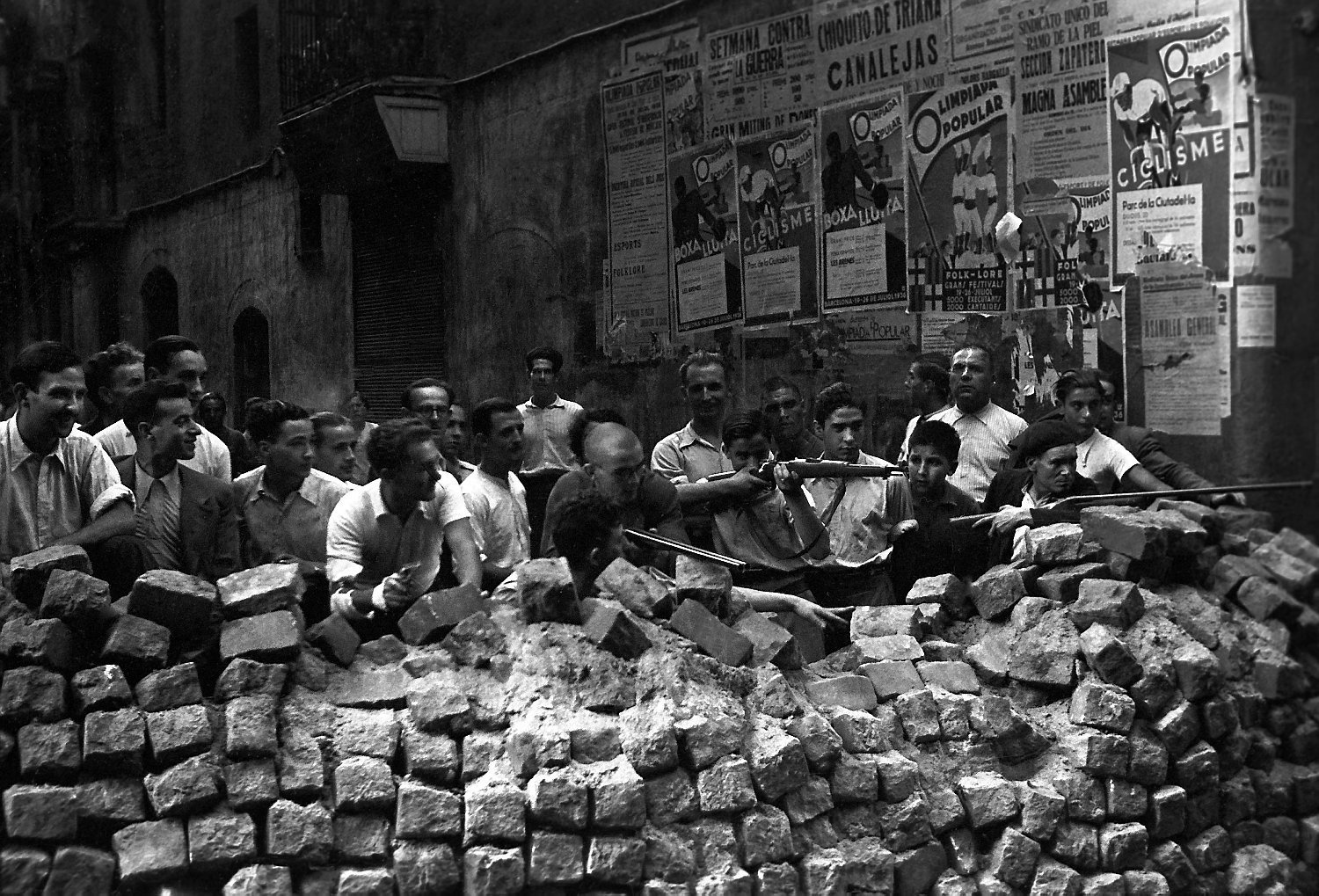
Barcelone 19 juillet 1936.

Étant anarchistes et fondamentalement antimilitaristes, les miliciens de ces groupes choisirent souvent de s'organiser en colonne. Leur organisation reposait effectivement sur les principes de la démocratie directe : les décisions se prenaient en assemblée et toute hiérarchie militaire était soigneusement combattue. La structure de la colonne reposait sur :
- le « groupe » (grupo) ou « peloton » (pelotón) de vingt-cinq hommes était l'unité de combat la plus simple. Les soldats choisissaient eux-mêmes un délégué, révocable à tout moment, chargé de les représenter. Les groupes portaient les noms les plus divers, comme certains groupes bien connus de la colonne Durruti : Los Hijos de la Noche (les « Fils de la Nuit »), La Banda Negra (la « Bande noire »), Los Dinamiteros (les « Dynamiteurs ») ou encore Los Metalúrgicos (les « Métallurgistes ») ;
- la « centurie » (centuria) était le groupement de quatre pelotons, soit une centaine d'hommes, avec un délégué de centurie ;
- le « bataillon » (batallón) ou « regroupement » (agrupación) était composé de cinq centuries, soit cinq cents hommes, et avait son propre délégué élu ;
- la « colonne » (columna) était la somme des regroupements existant. Un délégué général de la colonne était élu.

À la tête de la colonne se trouvait le comité de guerre (Comité de guerra), dirigé par le délégué général de la colonne. Il était chargé de la coordination des opérations de la colonne. À côté du comité de guerre se trouvait le « conseil technico-militaire ». Il était composé des militaires de métier qui pouvaient être présents dans la colonne et avait à sa tête un représentant. Il était chargé d'assister le comité de guerre dans ses décisions.
Cependant, aucun délégué, de quelque rang qu'il soit, malgré sa responsabilité représentative, ne pouvait jouir de quelque privilège attaché à son grade ou d'un commandement hiérarchique.

## Militarisation des milices (octobre-novembre 1936)

### Positions anarchistes de refus de la militarisation
Une grande partie des miliciens refusèrent les premières propositions d'intégration des colonnes confédérales à l'armée, et par conséquent leur militarisation. Ainsi, Durruti exposa à l'été 1936 les raisons idéologiques qui l'amenaient à refuser ce changement, valorisant le rôle des colonnes anarchistes :
« Je pense [...] qu'une milice ouvrière ne peut pas être dirigée selon les règles classiques de l'Armée. Je considère bien que la discipline, la coordination et la réalisation d'un plan sont des choses indispensables. Mais tout cela ne doit pas être compris selon les critères qui avaient cours dans le monde que nous sommes en train de détruire. Nous devons bâtir sur de nouvelles bases. D'après moi, et d'après mes camarades, la solidarité entre les hommes est le meilleur stimulant pour éveiller la responsabilité individuelle, qui sait accepter la discipline comme un acte d'autodiscipline. [...] le but de notre combat est le triomphe de la révolution. Cela signifie non seulement la victoire sur l'ennemi, mais aussi un changement radical de l'homme. Afin que se réalise cette transformation, il est essentiel que l'homme apprenne à vivre et à se conduire comme un homme libre, apprentissage où se développeront les facultés de la responsabilité et de la personnalité, qui le rendront maître de ses propres actes. [...] Le combattant n'est rien d'autre qu'un ouvrier utilisant le fusil comme outil, et ses actes doivent tendre au même but que l'ouvrier. Dans la lutte, il ne peut pas se conduire comme un soldat qui se laisse commander, mais comme un homme conscient, qui comprend l'importance de ses actes. [...] Si notre appareil militaire de la révolution doit être soutenu par la peur, alors nous n'aurons rien changé, si ce n'est la couleur de la peur. C'est seulement en se libérant de la peur que la société pourra se construire dans la liberté. »

### Militarisation et disparition progressive des colonnes
À partir de septembre 1936, le gouvernement républicain s'efforça de réorganiser l'armée populaire, s'appuyant sur les unités de l'armée restées fidèles à la république, mais surtout sur les troupes des milices, qui furent intégrées à l'armée à condition d'accepter une militarisation progressive. La militarisation des milices confédérales fut réalisée, contre la volonté de la majorité des miliciens, à l'automne 1936. Le gouvernement de Largo Caballero prit un certain nombre de décisions, en particulier le décret de militarisation des milices populaires, qui en fin de compte reçut l'accord des instances de la CNT.
Les décrets du gouvernement instaurèrent progressivement la discipline et la hiérarchie militaires : le 4 octobre 1936 fut rendu obligatoire le salut militaire, pour les militaires comme pour les miliciens ; l'Inspection des milices fut ensuite subordonnée au commandement des Opérations du Centre de l'Espagne ; les milices furent chapeautées par des Commandements des milices (Comandancia de Milicias) et une Junte des milices (Junta de Milicias). Le 20 octobre furent finalement supprimés les Commandements des milices et tous les régiments affiliés à des partis ou des syndicats. Après la bataille de Madrid, au mois de novembre 1936, le gouvernement refusa même de fournir matériel et munitions aux milices qui résistaient encore à la militarisation. 
Les milices furent donc intégrées aux régiments et divisions de l'armée populaire régulière, et les miliciens se firent soldats, assujettis à la discipline militaire traditionnelle.

## Colonnes célèbres

### Los Aguiluchos
La colonne Los Aguiluchos (« Les Aiglons ») fut la dernière des grandes colonnes constituées par la FAI - les unités organisées par la suite en Catalogne étant utilisées pour renforcer les colonnes déjà existantes. Elle fut assemblée par le quartier militaire barcelonais de Bakounine et envoyée sur le front de Huesca, où elle participa aux combats du Monte Pelado, le 28 août. Elle prit ensuite son quartier général à Grañén. Elle y était dirigée par García Oliver, assisté de García Vivancos et avec pour conseiller militaire le capitaine José Guarner.
En septembre García Vivancos accepta la militarisation, mais il dut lutter les armes à la main contre les unités de la colonne qui y étaient opposées. La colonne devint finalement la 125e brigade mixte de l'armée populaire. Elle participa par la suite aux batailles de Belchite et de l'Èbre. Après avoir vainement résisté à l'offensive nationaliste en Catalogne, elle passa en France.

### Durruti
La colonne « Durruti » doit son nom à l'homme qui, au titre de délégué général, la dirigea, Buenaventura Durruti, assisté de Enrique Pérez Farrás, rapidement remplacé par le sergent José Manzana. Constituée à Barcelone dès le 25 juillet 1936, elle était alors composée de 2 500 miliciens. Elle se battit d'abord en Aragon, à Caspe, sur la route de Saragosse, mais arrivé à une vingtaine de kilomètres de la ville, Durruti reçut l'ordre de s'arrêter : les miliciens ne purent finalement jamais reprendre la capitale aragonaise. Le quartier général de la colonne Durruti se trouvait à Bujaraloz. Les effectifs atteignirent alors 6 000 hommes.
En novembre 1936, 1 400 d'entre eux furent envoyés à Madrid afin de combattre pour la défense de la ville, assiégée par les nationalistes. C'est lors de ces violents combats que Durruti trouva la mort, le 20 novembre. Il fut remplacé comme délégué par Ricardo Sanz pour la partie de la colonne qui était restée à Madrid. Pour ce qui concerne le reste de la colonne restée en Aragon, le commandement en avait été confié à Lucio Ruano, qui sera remplacé début 1937 par le sergent José Manzana. Ricardo Sanz prendra ensuite la succession de Manzana au printemps 1937.
Durruti s'était opposé à la « militarisation » des unités anarchistes et des milices confédérales. Lui mort, les délégués de la colonne acceptèrent les injonctions du gouvernement républicain et la colonne fut finalement incorporée dans l'armée populaire de la République espagnole, dont elle constitua la 26e division (composée des 119e, 120e et 121e brigades).

### Sur-Ebro
La colonne « Sur-Ebro » était commandée par l'ébéniste Antonio Ortiz Ramírez, membre du groupe « Nosotros », assisté par le lieutenant-colonel d'infanterie Fernando Salavera comme conseiller militaire. Les 2 000 hommes de la colonne, accompagnés de trois batteries d'artillerie, sortirent de Barcelone le 24 juillet 1936 ; nombre d'entre eux étaient d'anciens soldats du 34e régiment.
Le premier objectif de la colonne était la ville aragonaise de Caspe, tenue par une compagnie de la Garde civile et 200 phalangistes, commandés par le capitaine Negrete. Après avoir vaincu leur ennemi et malgré la perte de 250 hommes, les miliciens occupèrent la ville. Ils poursuivirent leur route vers Alcañiz, dont ils s'emparèrent après de brefs combats. La colonne se divisa alors en deux parties : l'une resta afin de tenir la ligne de front entre Híjar et Escatrón, tandis que l'autre se dirigeait vers Belchite. 
Au début du mois de septembre, la colonne reçut le soutien de plusieurs unités : 
- les troupes de Carod et Ferrer venaient d'occuper le village de Fuendetodos et s'étaient retranchées devant le village de Villanueva de Huerva. Saturnino Carod Lerín, d'origine aragonaise, avait été un important dirigeant anarcho-syndicaliste à Barcelone. Son asesor técnico était le lieutenant Benemérita José Ferrer Bonet.
- les hommes de la colonne Hilario-Zamora étaient dirigés par l'anarchiste Hilario Esteban et avaient pour chef militaire le capitaine d'infanterie du régiment d'Almansa Sebastián Zamora, assisté du capitaine Santiago López Oliver. La colonne venait de Lérida.

Toutes ces troupes, encore renforcées de miliciens valenciens, formèrent la colonne « Ortiz ». La colonne devint, avec la militarisation, composante de la 25e division. Au printemps 1937, le général Sebastián Pozas Perea, chef républicain de l'armée de l'Est, considérant qu'Ortiz avait "saboté son opération lors de la bataille de Belchite, clé des opérations sur Saragosse", décida de retirer le commandement de la division à Ortiz, et de le confier à García Vivancos. C'était pourtant les républicains qui avaient "saboté" l'opération sur Saragosse justement en s'acharnant à prendre des villages et points fortifiés secondaires au lieu d'avancer sur l'objectif, alors qu'Ortiz avait donné auparavant des ordres d'entraînement d'infiltrations (marches de nuit en terrain accidenté) pour esquiver les préparations nationalistes.

### Tierra y Libertad
La colonne catalane « Tierra y Libertad » devait son nom au principal journal de la FAI, Tierra y Libertad. Son délégué général était le portugais Germinal de Souza. Une grande partie des effectifs était constituée de Majorquins qui avaient dû fuir l'île après la prise du pouvoir par les nationalistes.
Une partie de la colonne, soit 1 500 volontaires sous la responsabilité de Federica Montseny assistée de Diego Abad de Santillán, fut envoyée combattre à Madrid à la mi-octobre 1936.

### Columna de Hierro
La formation de la colonne de Fer (Columna de Hierro) est due aux anarchistes valenciens du groupe « Nosotros », José Pellicer, Segarra, Cortés, Rodilla, Berga, Rafael Martí ("Pancho Villa"), Francisco Mares, Diego Navarro ou encore Pedro Pellicer (frère de José Pellicer).
La colonne de Fer fonctionna à la fois comme milice de guerre et comme organisation révolutionnaire et collabora avec les paysans des villages où elle était présente, afin de mettre en œuvre les premières expériences de communisme libertaire : elle leva les actes de ses assemblées, publia un quotidien (Línea de Fuego), rédigea des manifestes et diffusa des communiqués, dans le but d'expliquer ses actions à l'« arrière-garde » et justifier ses décisions devant les travailleurs et les paysans. Elle est à ce titre un exemple particulièrement intéressant des mouvements de la Révolution sociale espagnole de 1936.
José Pellicer s'opposa à partir de septembre 1936 à la militarisation des colonnes et à la « bureaucratisation » des organisations libertaires. Mais elle fut finalement intégrée à l'armée populaire, dont elle devint la 83e brigade mixte, avec José Pellicer pour commandant. Il s'efforça de maintenir dans sa brigade des positions anarchistes, ce qui lui valut d'être par la suite inquiété et même emprisonné par le SIM (service d'information militaire du gouvernement républicain).

### Ascaso
La Colonne Ascaso est la troisième colonne organisée à Barcelone par les milices de la CNT. Elle doit son nom à l'anarchiste Francisco Ascaso, mort au combat à Barcelone le 20 juillet 1936.
Elle part pour le front d'Aragon le 25 juillet avec 2000 volontaires, dont la jeune Pepita Laguarda Batet, engagée dans la 5e centurie de la colonne avec son compagnon Juan López Carvajal, et qui sera la première femme morte au front de la guerre d'Espagne.
La colonne, connue pour être composée de nombreux résistants italiens, participe notamment à la bataille du Monte Pelado, le 28 août 1936.

### Ouvrages généraux
- BEEVOR Antony, La guerre d'Espagne, Calmann-Lévy, Paris, 2006  (ISBN 2-702-13719-9)
- HERMET Guy, La guerre d'Espagne, Seuil, Paris, 1989  (ISBN 2-02-010646-9)
- THOMAS Hugh, La guerre d'Espagne, Robert Laffont, Paris, 1997  (ISBN 2-221-08559-0)

### Ouvrages spécialisés
- (es) AMORÓS Miquel, José Pellicer, el anarquista íntegro. Vida y obra del fundador de la heroíca Columna de Hierro, Virus editorial, Barcelona, 2009.  (ISBN 978-84-92559-02-2)
- BOLLOTEN Burnett, La Révolution espagnole : la gauche et la lutte pour le pouvoir, éd. Ruedo Ibérico, Paris, 1977
- ENZENSBERGER Hans Magnus, Le bref été de l'anarchie. La vie et la mort de Buenaventura Durruti, Gallimard.
- PAZ Abel, Chronique passionnée de la Colonne de Fer, Nautilus, Paris, 2002  (ISBN 2-846-03017-0)
- (es) PAZ Abel, Durruti en la Revolución española, éd. La Esfera de los Libros, Madrid, 2004  (ISBN 978-84-9734-197-4)
- Protestation devant les libertaires du présent et du futur sur les capitulations de 1937 par un « Incontrôlé » de la Colonne de fer, traduit de l'espagnol par Guy Debord et Alice Becker-Ho, édition bilingue, Champ Libre, 1979
- Antoine Gimenez et les Giménologues, Les Fils de la nuit, L'Insomniaque & Les Giménologues, Montreuil & Marseille, 2006
- (es) Antoine Gimenez y los Gimenólogos, Del amor, la guerra y la revolución seguido de En busca de los hijos de la noche, Pepitas de calabaza, Logroño, 2009
- (ca) Guillem Carreras Rodríguez, Columnes i milícies catalanes al front d’Aragó, Département Histoire contemporaine, Université de Barcelone, 2013, lire en ligne.

## Sources
- (es) Cet article est partiellement ou en totalité issu de l’article de Wikipédia en espagnol intitulé « Milicia confederal » (voir la liste des auteurs).